# San Rocco (Quistello)
San Rocco, nota anche come San Rocco Mantovano, è una frazione del comune di Quistello, in provincia di Mantova, nella regione Lombardia. Essa dista 2,85 km dal capoluogo comunale.

## Storia
A seguito dei moti della Boje, nel 1890 venne fondata la Lega di miglioramento agrario, che fra i primi esempi in Italia praticò la distribuzione egalitaria del lavoro e dei guadagni, sostenuta dal nascente Partito socialista.
Nel 1964 viene istituita la parrocchia di San Rocco confessore, che acquisì parte del territorio della parrocchia di San Bartolomeo apostolo di Quistello.

## Monumenti e luoghi d'interesse
Il monumento alla prima lega contadina d'Italia si trova nella piazza principale del paese. La scultura in bronzo, alta tre metri e realizzata da Giuseppe Gorni, venne inaugurata dal ministro del lavoro e della previdenza sociale Luigi Bertoldi il 1º maggio 1974 a ricordo degli ideali di libertà ed emancipazione del movimento operaio e dei braccianti che si organizzarono, primi in Italia, per migliorare le condizioni di vita contro lo sfruttamento dei proprietari terrieri e l'oppressione del potere politico. La lapide del monumento riporta la dedica scritta dal senatore Umberto Terracini.
La chiesa di San Rocco confessore in origine era un oratorio pubblico, già appartenente alla corte Gabbiana che fu proprietà di Matilde di Canossa nel 1082 e in successione agli eredi del casato. Nel 1964, con l'elevazione a parrocchia, l'edificio venne ampliato.

## Infrastrutture e trasporti
La località è servita dalla stazione di San Rocco Mantovano della ferrovia Suzzara-Ferrara, inaugurata nel 1920.

## Galleria d'immagini

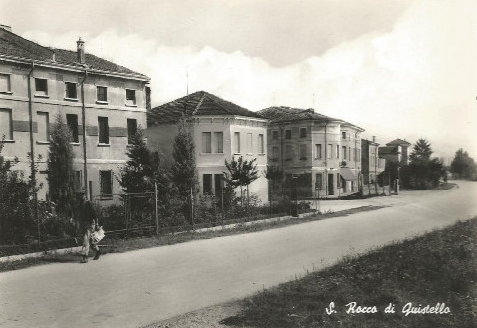
Abitazioni del centro
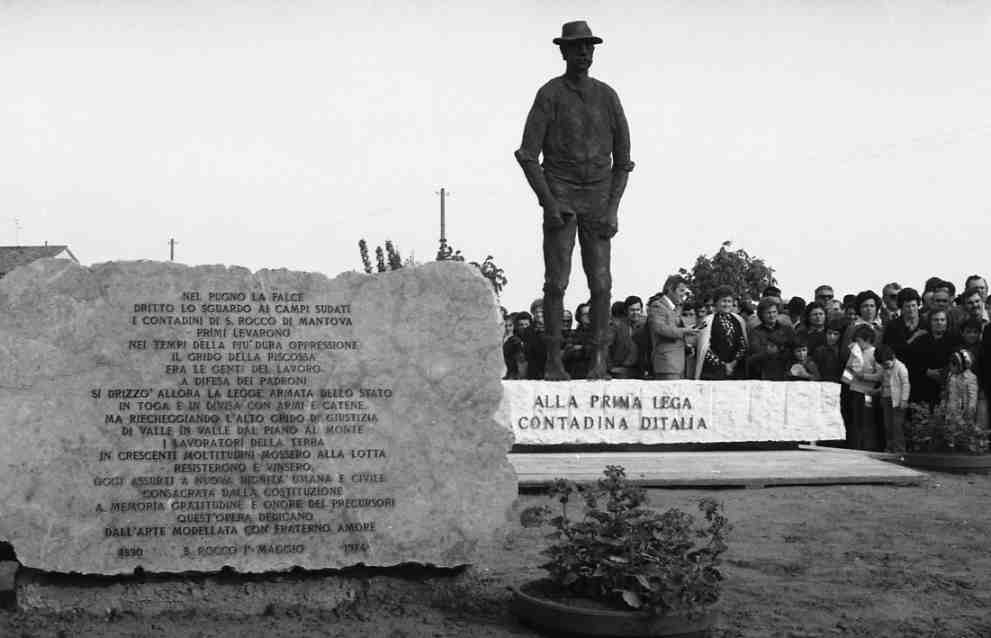
Monumento alla prima lega contadina d'Italia
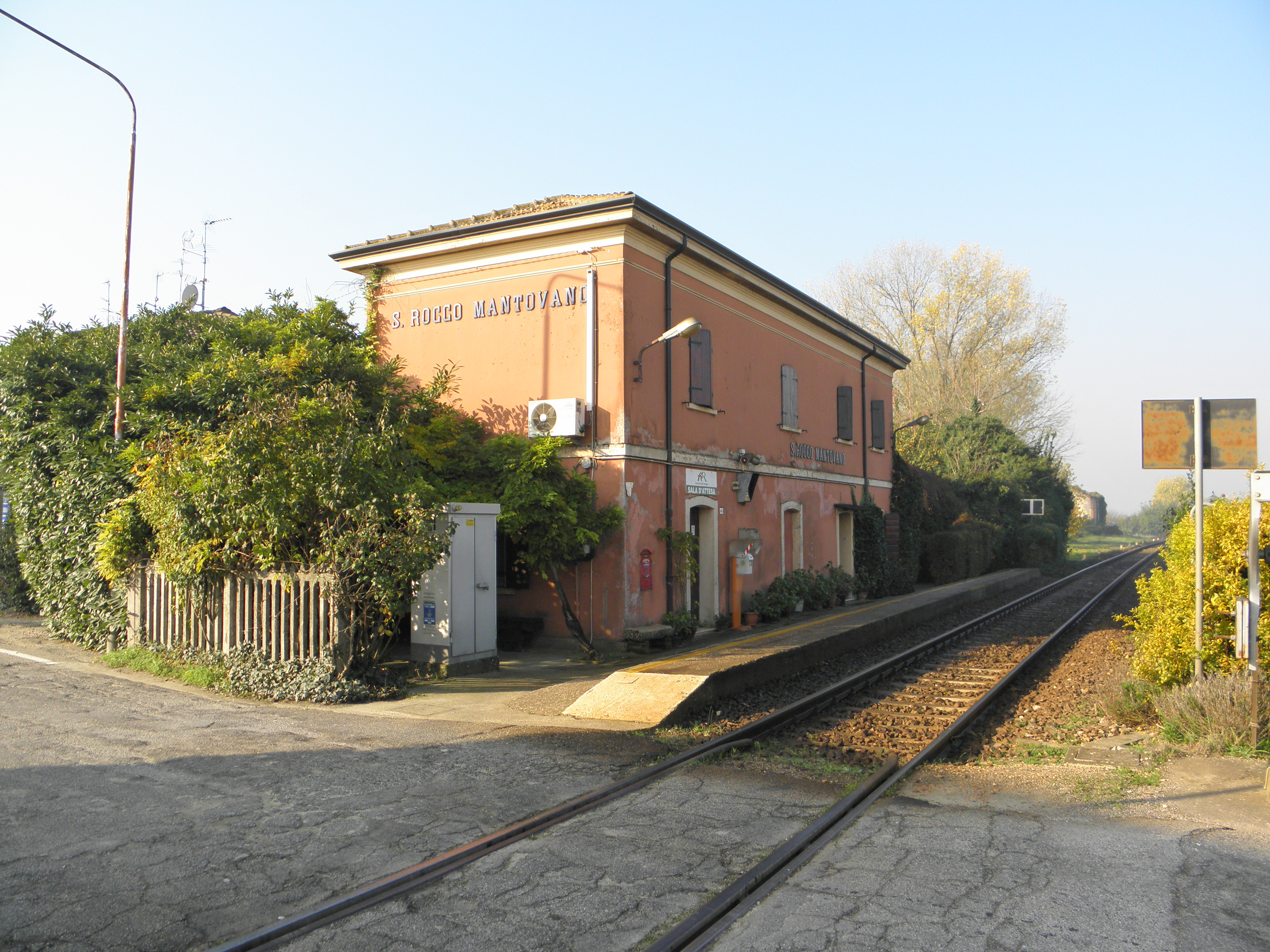
Stazione